# Pierre Henri Ernest de Kergorlay
Pour les autres membres de la famille, voir Famille de Kergorlay.
Pierre Henri Ernest de Kergorlay est un homme politique français né le 14 septembre 1847 à Paris et décédé le 29 juillet 1919 au château des Barres à Sainpuits (Yonne).

## Biographie
Fils d'Alain de Kergorlay et Octavie Tissot de Merona, il est issu de la famille de Kergorlay.
Il est aussi le petit-fils de Gabriel-Louis-Marie de Kergorlay pair de France, et, par sa mère, l'arrière petit fils de Jean Baptiste Nompère de Champagny, duc de Cadore.
il devient auditeur au Conseil d’État en 1869. 
En 1870, il sert comme capitaine de Mobiles du Calvados avec son frère, avec lequel il est fait prisonnier par les prussiens.
Il est élu conseiller général du canton de Fay-sur-Lignon en 1875 et maire de Saint-Maurice-de-Lignon. 
Il est élu député de la Haute-Loire de 1881 à 1885 et de 1889 à 1893, siégeant à droite. Il est secrétaire de la Chambre en 1889 et 1890.
Il déposa un projet de réorganisation des monts-de-piété, demanda (janvier 1885) la suppression du budget extraordinaire et la concession à l'industrie privée des lignes de chemins de fer à construire par l'État et vota contre les crédits du Tonkin, contre la laïcisation de l'enseignement, et généralement contre les ministères républicains au pouvoir.
Peu après son premier mariage, il hérite, dans l'Yonne, du château des Barres. 
En 1892, sa seconde épouse hérite, dans l'Oise, du château d'Auteuil
Il fait édifier dans les années 1890 un hôtel particulier dans le 16e arrondissement de Paris par l'architecte Paul Ernest Sanson, qui écrira qu'après avoir édifié le « Palais du Fou » (le « Palais Rose ») pour Boniface de Castellane, il allait construire « la Maison du Sage », pour Pierre de Kergorlay.

### Mariages et descendance
En 1873, il épouse Anne-Marie-Caroline (dite « Nancy ») de La Tour-Maubourg (1852-1875), fille de César de Fay, marquis de La Tour-Maubourg, conseiller-général et député de la Haute-Loire, chambellan de l'Empereur Napoléon III, et d'Anne Eve Mortier de Trévise, dame d'honneur de l'impératrice Eugénie. Elle meurt en couches sans laisser de descendance, le 18 janvier 1875.
En 1880, il épouse en secondes noces Marie de Caulaincourt de Vicence (1859-1902), fille d'Adrien, 6e marquis de Caulaincourt, second duc de Vicence, sénateur, président du Conseil général de la Somme, et de Marguerite Perrin de Cypierre. Cette dernière était veuve en premières noces de Léon de Combault d'Auteuil. 
De ce mariage, quatre enfants :
- Louise de Kergorlay (1881-1972), mariée en 1903 avec François, comte de Montholon-Sémonville, secrétaire d'ambassade (1878-1951), sans postérité ;
- Bernard de Kergorlay, saint-cyrien, officier de dragons, chevalier de la Légion d'honneur, croix de guerre 1914-1918 (1882-1937), marié en 1910 avec Antoinette de Curel (1888-1960), dont postérité ;
- Armand de Kergorlay (1883-1949), marié en 1912 avec Charlotte Mouchet de Battefort de Laubespin (1889-1976), dont postérité ;
- Marguerite de Kergorlay (1890-1950), célibataire[3].

### Sources
- « Pierre Henri Ernest de Kergorlay », dans Adolphe Robert et Gaston Cougny, Dictionnaire des parlementaires français, Edgar Bourloton, 1889-1891 [détail de l’édition]
- « Pierre Henri Ernest de Kergorlay », dans le Dictionnaire des parlementaires français (1889-1940), sous la direction de Jean Jolly, PUF, 1960 [détail de l’édition]
- Joseph Valynseele, Les Princes et ducs du Premier Empire non maréchaux, leur famille et leur descendance, 1959, Paris, l'auteur, p. 39-42.